# Хімія полімерів
Хі́мія поліме́рів (хі́мія високомолекуля́рних сполу́к) — галузь науки, яка вивчає хімічні та фізико-хімічні властивості, методи та закономірності реакцій синтезу і перетворень високомолекулярних сполук, а також вихідних реагентів (мономерів, олігомерів), які застосовуються для їх одержання. Галузь досліджує як штучні (поліолефіни, поліестери, поліаміди та ін.), так і природні полімери (крохмаль, целюлоза, лігнін).

## Предмет вивчення
Вивчає кінетику, каталіз, механізм реакції полімеризації, поліконденсації, поліприєднання, полімераналогічних перетворень, деструкції і зшивання полімерів, процесів їх стабілізації та інших хімічних перетворень.
Встановлює взаємозв'язок між хімічною будовою та умовами синтезу із структурою та властивостями високомолекулярних сполук. Досліджує, у зв'язку із хімічною будовою, фізичні перетворення у полімерах і їх розчинах, а також структуру, фізичні, фізико-механічні властивості полімерів, поверхневі, міжфазні й інші явища, що відбуваються у полімерних системах і композитах.

## Основні напрямки досліджень
- Синтез мономерів, нових ініціюючих та каталітичних систем, олігомерів для одержання на їх основі лінійних, розгалужених і сітчастих полімерів.
- Вивчення реакцій полімеризації, поліконденсації, поліприєднання, полігетероциклізації механізму і кінетики цих реакцій, впливу будови вихідних реагентів та умов синтезу на закономірності реакцій і властивості полімерів.
- Вивчення механізмів реакцій синтезу та хімічних перетворень у високомолекулярних сполуках під дією УФ, лазерного, радіаційного та іншого опромінювання, встановлення взаємозв'язків між механізмом реакцій і властивостями.
- Дослідження хімічних перетворень у полімерах і полімерних системах, їх механізму та закономірностей.
- Вивчення процесів термічної, термоокислювальної, світлової, механічної та біологічної деструкції і стабілізації полімерів; створення нових стабілізаторів, вивчення їх дії.
- Вивчення закономірностей синтезу блок-кополімерів, прищеплених і сітчастих полімерів, взаємопроникних полімерних сіток, механізму їх формування, встановлення взаємозв'язку їх властивостей зі структурою.
- Вивчення структури і фізико-хімічних властивостей полімерів, їх розчинів та гетерогенних полімерних систем.
- Дослідження поверхневих і міжфазних явищ у багатокомпонентних полімерних системах, їх структури та властивостей.
- Вивчення фізичних процесів у полімерах і полімерних системах у зв'язку із їх складом та хімічною будовою полімерної матриці.
- Хімічні та фізико-хімічні основи формування композиційних та мембранних полімерних матеріалів.

## Історія
До кінця 19 століття було небагато відомо про структуру полімерних матеріалів. На основі вимірів тиску насиченої пари та осмотичного тиску було відомо, що у цих випадках йде мова про великі молекули з високою молекулярною масою. Хибним було припущення про те, що це колоїдні сполуки.
Проведені Г. Маєром та Ф. Кларком у 1928 році рентгеноструктурні дослідження каучуку пролили трохи світла на цю проблему. Однак перші результати були знову неправильно інтерпретовані, що привело до заниженого значення молекулярної маси визначеної цим методом. Кристалічні тіла складаються із багатьох кристалітів (фактично мікрокристалів) з'єднаних межами. Як тепер відомо, полімерні молекули проходять через ці межі і присутні одночасно в багатьох кристалітах. Тоді це не було відомо, що і привело до неправильної інтерпретації результатів. Роботи Т. Сведбега з дослідження біомолекул (нобелівський лауреат із хімії 1926 року) привели до кращих результатів.
Батьком науки про полімери вважається німецький хімік Герман Штаудінгер. У 1917 році у своїй доповіді у швейцарській академії наук він повідомив, що високомолекулярні сполуки складаються із ковалентно з'єднаних довголанцюгових молекул. 1920 року він публікує у доповідях німецького хімічного товариства статтю, яка засновує сучасну науку про полімери. Вже в 1924—1928 слідують роботи про будову полімерів, які заклали основи сьогоднішнього уявлення про цей клас сполук. У 1953 році за свої роботи Герман Штаудінгер отримує нобелівську премію з хімії.
На початку 1950-х років німецький хімік Карл Ціґлер відкриває, що каталізатори на основі алкілалюмінію та тетрахлориду Титану дозволяють полімеризувати етилен у поліетилен вже при кімнатній температурі. До цього полімеризували етен при високому тиску в сталевих автоклавах. Добутий таким чином поліетилен мав інші властивості, вищий ступінь впорядкування. Італійський вчений Джуліо Натта базуючись на роботах Ціґлера розробив таку саму методику виробництва поліпропілену. Ціґлер і Натта отримали за свої роботи в 1963 році нобелівську премію з хімії.
Роботи Поля Флорі та Мавріція Гуґґінса заклали основи теорії поведінки полімерів у розчинах, сумішах та їх кристалізації. На сьогодні вони становлять основи фізичної хімії полімерів.

## Основи
Полімери складаються з одного або різних типів мономерів (грец. моно — один). Полімери, що складаються з одного сорту мономерів називають гомополімерами (грец. гомо — рівний), з різних сортів — кополімерами.
Процес отримання полімерів із мономерів називають полімеризацією або поліреакцією. При поліреакції розрізняють різні ступені: конденсація, ріст ланцюга. Про полімери говорять коли молекулярна маса досягає 10000 а. о. і більше. При сполуках меншої маси говорять про олігомери (грец. оліго — деякі).
Для аналізу полімерів використовують різні методи:
- непрямі — гель-хроматографія, віскозиметрія
- прямі — мас-спектроскопія, осмос, ебуліоскопія, статичне розсіювання світла (нефелометрія).

Механізми реакцій утворення описані в статтях поліконденсація, полімеризація, Полідобавлення.